# وین پینوک
وین پینوک (انگلیسی: Wayne Pinnock؛ زادهٔ ۲۴ اکتبر ۲۰۰۰) ورزشکار پرش طول اهل جامائیکا است.
وی در مسابقات کشوری و بین‌المللی در مجموع برندهٔ ۲ مدال برنز شده است.